# Jižní Finsko
Jižní Finsko (finsky Etelä-Suomen lääni, švédsky Södra Finlands län) byl jeden z finských krajů. Ležel na jihu Finska při pobřeží Finského zálivu. Byl to nejlidnatější finský kraj, žila v něm asi třetina obyvatel Finska. Sousedními kraji byly Západní Finsko na severozápadě a Východní Finsko severovýchodě.
Kraj vznikl v roce 1997 při novém administrativním rozdělení Finska z historických krajů Uusimaa, Kymi, jižní části Häme a malé jihozápadní části Mikkelského kraje. Systém členění Finska na kraje byl zrušen 1. ledna 2010. Kraj Jižní Finsko tedy existoval 13 let mezi roky 1997 a 2010.
Z pohledu ještě staršího dělení kraj ležel na území historických provincií Uusimaa, jižní části Häme, nejjižnějšího cípu Sava a jižní části Karélie, resp. její části dnes připadající Finsku.
Jižní Finsko se dělilo na šest provincií: Jižní Karélie, Päijät-Häme, Kanta-Häme, Uusimaa, Východní Uusimaa a Kymenlaakso.
Krajský úřad byl složen z osmi krajských ministerstev. Krajský úřad sídlil na třech místech, hlavní úřad byl v Hämeenlinně, další pobočky byly v Kouvole a Helsinkách.
K roku 2008 leželo v celém kraji 86 obcí sdružených do celkem 15 seutukunt. Nejvýznamnějšími centry kraje jsou města Espoo, Hämeenlinna, Helsinky, Kouvola, Kotka, Lahti, Porvoo a Vantaa.